# Kawanaphila nartee
Kawanaphila nartee is een rechtvleugelig insect uit de familie sabelsprinkhanen (Tettigoniidae). De wetenschappelijke naam van deze soort is voor het eerst geldig gepubliceerd in 1993 door Rentz.

## Verdere literatuur
- zaps en seks flexibele seksrollen in Australische bushcrickets, Taxonomy Australia